# Јеменија
Јеменија - Јемен ервејз (арап. الخطوط الجوية اليمنية) је национална авио-компанија Јемена, са седиштем у Сани. Саоабраћају редовне домаће и међународне летове до преко 30 дестинације у Африци, на Блиски исток, Европа и Азија. Главна база авио-компаније се налази на Међународни Аеродром Сана, али такође имају хаб на Међународни Аеродром Аден.
Јеменија је чланица Организација Арапских авио-компанија